# Pat Harrison

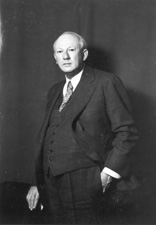
Byron Patton Harrison

Byron Patton Harrison (* 29. August 1881 in Crystal Springs, Copiah County, Mississippi; † 22. Juni 1941 in Washington, D.C.), oft nur Pat Harrison genannt, war ein US-amerikanischer Politiker (Demokratische Partei), der den Bundesstaat Mississippi in beiden Kammern des Kongresses vertrat.

## Leben
Nach dem Besuch der öffentlichen Schule studierte Harrison zunächst an der University of Mississippi, später an der Louisiana State University in Baton Rouge. Nach erfolgreichem Abschluss wurde er 1902 in die Anwaltskammer aufgenommen und arbeitete als Jurist in Leakesville. In der Folge war er vier Jahre lang als Bezirksstaatsanwalt an der Golfküste von Mississippi tätig, ehe er 1911 einen Sitz im US-Repräsentantenhaus errang.

## Politik
Er wurde dreimal wiedergewählt und gehörte im Kongress zu den Unterstützern der Mexiko- und Deutschland-Politik von Präsident Woodrow Wilson. 1918 gelang ihm die Wahl in den US-Senat, wobei er sich gegen Amtsinhaber James K. Vardaman durchsetzte, einen erklärten Feind Wilsons.
In den folgenden 22 Jahren, in denen er dem Senat angehörte, machte sich Harrison einen Namen als sehr effektiver Politiker und hervorragender Redner, der stets ein Ohr für die Interessen seines Wahlbezirks hatte; sein Wissen und seine Unterstützung waren oft gefragt. So betrieb er im Vorfeld der Präsidentschaftswahl 1928 Wahlkampf in den Südstaaten für den aus New York stammenden demokratischen Kandidaten Al Smith. Vier Jahre später sorgte er bei der Democratic National Convention dafür, dass sich Mississippis Delegation im entscheidenden dritten Wahlgang auf die Seite von Franklin D. Roosevelt schlug; nach dessen Wahl zum Präsidenten war Pat Harrison ein gern gesehener Gast im Weißen Haus. Als Vorsitzender des einflussreichen Finanzausschusses gehörte er zum kleinen Kreis der entscheidenden Personen bei der Schaffung des US-Rentensystems, das als Social Security bekannt wurde.
Als 1937 der Posten des Senate Majority Leader neu zu besetzen war, bewarb sich Pat Harrison darum und konkurrierte dabei auf Augenhöhe mit dem späteren US-Vizepräsidenten Alben W. Barkley. Angesichts der zu erwartenden knappen Entscheidung ging Harrisons Wahlkampfmanager auf Mississippis zweiten Senator, Theodore Gilmore Bilbo, zu und bat diesen um seine Stimme. Bilbo, ein rassistischer Demagoge, der seinen Wählerstamm unter den Farmern Mississippis hatte, verachtete Harrison, der vor allem die reichen Plantagenbesitzer und Kaufleute repräsentierte. Trotzdem sagte er seine Stimme zu, falls Harrison ihn persönlich darum bäte. Dieser erklärte daraufhin: “Tell the son of a bitch I wouldn’t speak to him even if it meant the presidency of the United States.” (Sagen Sie diesem Hurensohn, dass ich nicht einmal mit ihm sprechen würde, wenn es um die Präsidentschaft ginge.) Harrison verlor die Wahl mit einer Stimme Unterschied, bewahrte sich aber damit seine Reputation als der Senator, der nicht mit seinem Kollegen aus demselben Staat sprechen wollte.
Pat Harrison stand dem Finanzausschuss des Senats von 1933 bis 1941 vor. Am 6. Januar 1941 wurde er Präsident pro tempore des Senats, doch nur fünf Monate später verstarb er im Amt. Er galt als Anhänger der Conservative Coalition, der inoffiziellen Zusammenarbeit zwischen den konservativen Flügeln der Republikaner und der Demokraten, die bis in die 1960er-Jahre hinein die Senatspolitik bestimmte.